# 惠浴宇
惠浴宇（1909年7月—1989年7月8日），原名惠美琬，男，生于清江苏省海州直隶州（今江苏灌南人），中国共产党及中华人民共和国官员，中共十二届、十三届中央顾问委员会委员。

## 生平

### 民国时期
惠浴宇是江苏省灌云县新安镇（今灌南县新安镇镇北村）人。曾在江苏省立第八师范学校（连云港师范高等专科学校的前身）。1928年7月加入中国共产党。同年秋，惠浴宇和李超时、宋绮云等人按照中共江苏省委的要求，在海州白虎山建立中共海州四县特别支部，惠浴宇任宣传委员。1929年秋，惠浴宇在东海中学学习时，发起了驱逐校长的学潮，并参与发动海州大村的农民暴动。1929年秋，到上海从事中国共产党的地下工作。1930年4月，被南京国民政府逮捕入狱，在狱中7年坚持不屈。
抗日战争全面爆发后，1937年10月惠浴宇被释放出狱，随后到延安进入中国人民抗日军政大学学习。抗日战争期间，惠浴宇受中共党组织和陈毅的直接派遣，赴苏中开辟苏中抗日根据地，创建了苏中地区第一个县级抗日民主政府——江都县抗日民主政府，并任县长。该地区成为新四军挺进江北的先头阵地，为开辟苏北抗日根据地创造了条件。新四军东进后，惠浴宇又奉命率部分武装完成了恢复江都、开辟兴高宝抗日根据地的任务，使苏北抗日根据地与淮南抗日根据地连成一片。他历任中共苏中工委书记，中共苏北临时特委书记，新四军苏北指挥部三纵队七团政委，中共江（都）高（邮）中心县委书记兼行署主任，中共苏中一地委书记等职。曾随陈毅三进泰州城，对中国国民党地方实力派开展统战工作。 
第二次国共内战时期，惠浴宇历任苏中军区政治部副主任，中共华中二地委书记兼分区政委，华东野战军十一纵队政治部主任。1946年重庆谈判后，中国国民党方面撕毁协议，向中共根据地姜堰一带进犯，当时在苏中军区工作的惠浴宇作为中共方面军队首席代表，深入敌营开展“火线谈判”，寸土不让，迫使敌方在谈判桌上签字。中国人民解放军全面转入全国战略性反攻后，惠浴宇随中国人民解放军参加了淮海战役和渡江战役。

### 人民共和国时期
中华人民共和国成立后，惠浴宇历任中共苏州市委书记、市长兼苏州市军事管制委员会主任和中共苏南区党委委员，苏北行政公署主任、区党委常委，中共江苏省委常委，中共南京市委书记、市长，中共江苏省委副书记、书记处书记，江苏省省长，中共中央华东局常委。1955年2月，惠浴宇当选为江苏省省长，在1958年和1964年又连续当选为江苏省省长。文化大革命期间，遭到武装关押。粉碎“四人帮”以后，惠浴宇的冤案得以彻底平反。平反后，先后担任中共江苏省委政法小组组长、中共江苏省委常委、江苏省革命委员会副主任，江苏省政协主席、中共江苏省委书记等职。1980年，重新担任江苏省省长。他前后两度担任江苏省省长达15年，是中华人民共和国时期任职时间最长的江苏省省长。
惠浴宇是中共八大、中共十二大、中共十三大代表，第一、二、三、五届全国人大代表。1983年，他拥护中央关于实现干部新老交替的决策，主动退居二线。在中共十二大和中共十三大上，当选为中共中央顾问委员会委员。晚年他撰写了许多缅怀战友的回忆文章，汇成《写心集》出版。
1989年7月8日，惠浴宇因心肌梗塞在南京逝世，享年80岁。1989年7月18日，“久经考验的共产主义忠诚战士、无产阶级革命家、中国共产党的优秀党员”惠浴宇同志追悼会和遗体告别仪式在南京举行，南京军区司令员向守志主持了有1000多人参加的追悼会，中共江苏省委书记韩培信致悼词。

## 著作
- 《写心集》1987上海人民出版社
- 《朋友人》1995江苏人民出版社
- 《惠浴宇回忆录》1995江苏人民出版社
- 《惠浴宇文存》2009江苏人民出版社

## 家庭
- 兄：惠美珊
  - 侄女：惠廉，惠美珊的女儿
- 弟：周惠，原名惠珏
- 妻：顾静[6]。育有三个子女。
- 长女：惠秋果
- 女：惠晓燕